# Stramalora
Stramalora è un libro di memorie scritto da Gian Antonio Cibotto e pubblicato nel 1982. A questo libro l'autore affida gli appunti e le osservazioni che dovette compiere quando, inviato dal suo giornale, fu testimone tra i primi del Disastro del Vajont.
Nell'anno della pubblicazione il libro ha vinto il Premio Napoli e il Premio Comisso.

## Contenuto
Una sera, l'autore viene raggiunto telefonicamente dal suo direttore che lo spedisce a relazionare sul disastro avvenuto a causa del crollo della diga del Vajont. Tra i motivi che sembrano rendere Cibotto più adatto di altri a questa missione c'è sia il fatto che è veneto, sia che in passato aveva pubblicato un libro, Cronache dell'alluvione, che gli aveva guadagnato il soprannome di Poeta delle acque. Cibotto non si sente affatto onorato dal nuovo incarico, tuttavia non gli resta che compiere una fortunosa partenza per i luoghi sinistrati.
Giunto nottetempo in terra veneta, Cibotto trova un passaggio da parte di alcuni soldati americani che lo prendono con sé e compiono l'entrata nei luoghi posti sotto sorveglianza e aperti solo a chi ha un lasciapassare. In seguito, Cibotto si mischia ad alpini italiani, a poliziotti e carabinieri che stanno approntando i soccorsi agli abitanti di una vasta zona montuosa, travolta dalla massa d'acqua. Ovunque si incontrano corpi umani da raccogliere, cumuli di detriti da scavare; in ogni luogo, non appena affiora una speranza di ritrovare qualcuno ancor vivo, tale speranza è quasi sempre soffocata e frustrata dalla morte, dallo smembramento dei cadaveri e dalle orribili mutilazioni che si vedono sui feriti.
Gli abitanti rimasti illesi ingaggiano una silenziosa e caparbia lotta a recuperare oggetti, cibo e vestiti; ma lo sforzo più grande sta nella ricerca delle persone care che mancano all'appello. Difficilmente i sinistrati si abbandonano alla disperazione, eppure taluni impazziscono, soprattutto quando ritrovano il cadavere, spesso scempiato, della persona più cara e amata. E così trascorrono i giorni, con un giro quotidiano ai cimiteri, dove si raccolgono lunghe file di defunti non ancora identificati; il pietoso esame delle salme porta a ritrovamenti, ma i morti sembrano non aver fine.
Per circa una settimana, Cibotto rimane sul luogo, condividendo la vita dei soccorritori, dormendo, mangiando e bevendo quando e con chi può. Annota sul taccuino i discorsi uditi, anche se frutto di ubriachezza o, peggio, di follia. I soccorsi sono abbondanti ed efficaci, in rapporto alla necessità, ma resta un'impressione di caotico ed occasionale, dovuto all'estrema mutevolezza della situazione. Finché appare la prima ricostruzione di una strada praticabile. Benché generalmente ben accolto (una volta lo scambiano per il padre e lo chiamano "Onorevole"), Cibotto sente di non reggere oltre e chiama il giornale per dimettersi dall'incarico.
Congedatosi, raggiunge un treno e parte per Feltre. Poi si chiede come arrivare a Venezia e, quasi come in un sogno, è accolto su un'auto sportiva, guidata a folle velocità da una ventenne di nome Orsola. La donna lo porta in una dimora signorile in prossimità di Asolo e si prodiga per farlo riposare, con l'invito ad una caccia alla lepre. Vi sono tanti ospiti nella dimora, ma Cibotto si sente estraneo e comprende che queste persone non tollererebbero racconti sulla sciagura che si è abbattuta nella valle del Piave. Perciò, durante la battuta di caccia, Cibotto resta in prossimità del fiume. Ad un tratto vede affiorare il braccio di un bambino che stringe una palla: sicuramente una vittima dell'inondazione, portata a chilometri e chilometri di distanza dalla casa dove è stato sorpreso nel sonno.
Allora Cibotto comprende che si porterà quella sciagura dentro per anni, e forse per sempre; chiede perciò al suo ospite di potersene andare e viene accompagnato a Venezia. Sosta da un amico che infrange con il motoscafo tutte le regole del mare, correndo come un pazzo, e poi incontra tanta, tanta gente che non vuole o non può pensare a quanto successo. È giunto per lui il momento di ritirarsi in se stesso: passerà i successivi vent'anni a rileggere e meditare sui suoi appunti, finché, incoraggiato, li pubblicherà.

## Edizioni
- Stramalora, Nota di Cesare De Michelis, Collana '900, Marsilio, Venezia, 1982, ISBN 978-88-317-4923-7; Collana Tascabili Narrativa n.91, Marsilio, 1998, ISBN 978-88-317-6907-5.
- Stramalora, Prefazione di Gian Antonio Stella, Nota di C. De Michelis, Appendice di articoli dell'Autore, Collana Oceani n.209, La nave di Teseo, Milano, 2023, ISBN 978-88-346-1594-2.